# Antonio de Contreras

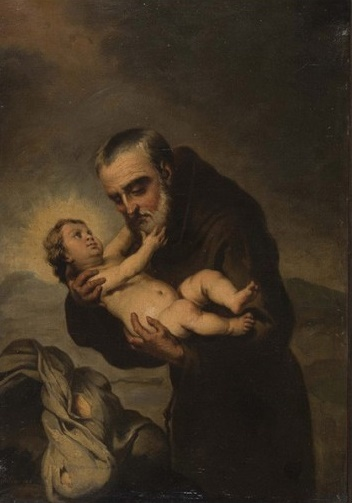
San Félix de Cantalicio, óleo sobre lienzo,, colección privada.

Antonio de Contreras (Córdoba, hacia 1587-Bujalance, hacia 1654) fue un pintor barroco español.

## Biografía
Según Antonio Palomino, a quien se debe la más completa biografía del pintor, nació en Córdoba en el seno de una muy ilustre familia y se formó con Pablo de Céspedes. A la muerte de Céspedes pasó a Granada para continuar su formación artística antes de establecerse en Bujalance, donde su mujer tenía alguna hacienda, en compañía de dos hermanas también pintoras. En aquella próspera ciudad, a solo seis leguas de Córdoba, trabajó para la iglesia parroquial y el convento de franciscanos, pero sobre todo para particulares, pues destacó como pintor de retratos, de los que Palomino citaba elogiosamente por haberlos visto en poder de los retratados, los de Antonio Laínez de Cárdenas, del Consejo de Hacienda, y Diego de Angulo, veedor de las reales caballerizas. Nada añade a esas noticias Ceán Bermúdez, quien se limitaba a elogiar la pintura de Contreras por su «frescura y corrección».
Perdidos los retratos y lo que pintase para el convento de San Francisco, restan únicamente, colgadas de los muros de la iglesia del Hospital de San Juan de Dios de Bujalance, algunas pinturas de la vida del santo, en estilo que acredita el aprendizaje con Céspedes.